# Kiki Bertens
Kiki Bertens (Wateringen, Westland, Països Baixos, 10 de desembre de 1991) és una extennista professional neerlandesa. En el seu palmarès té deu títols individuals i deu de dobles en el circuit WTA.
Es va retirar en finalitzar la temporada 2021.

## Biografia
Bertens va néixer a Wateringen però va créixer a Berkel en Rodenrijs. És la germana mitjana de tres. Va començar a jugar a tennis amb sis anys seguint l'exemple dels seus oncles.
La seva germana gran, Joyce, és assessora empresarial i l'ajuda en la gestió de les seves finances.

## Palmarès

### Individual: 15 (10−5)
| Llegenda                                             |
| ---------------------------------------------------- |
| Grand Slam (0−0)                                     |
| WTA Tour Championships / WTA Finals (0−0)            |
| WTA Tournament of Champions / WTA Elite Trophy (0−1) |
| Premier Mandatory (1−1)                              |
| Premier 5 (1−0)                                      |
| Premier (3−0)                                        |
| International (5−3)                                  |

| Títols per superfície |
| --------------------- |
| Dura (4−1)            |
| Gespa (0−1)           |
| Terra batuda (6−3)    |

| Resultat   | Núm. | Data                   | Torneig                         | Superfície   | Oponent              | Marcador         |
| ---------- | ---- | ---------------------- | ------------------------------- | ------------ | -------------------- | ---------------- |
| Guanyadora | 1.   | 28 d'abril de 2012     | Fes, Marroc                     | Terra batuda | Laura Pous Tió       | 7−5, 6−0         |
| Guanyadora | 2.   | 21 de maig de 2016     | Nuremberg, Alemanya             | Terra batuda | Mariana Duque Mariño | 6−2, 6−2         |
| Finalista  | 1.   | 17 de juliol de 2016   | Gstaad, Suïssa                  | Terra batuda | Viktorija Golubic    | 6−4, 3−6, 4−6    |
| Guanyadora | 3.   | 27 de maig de 2017     | Nuremberg (2)                   | Terra batuda | Barbora Krejčíková   | 6−2, 6−1         |
| Guanyadora | 4.   | 23 de juliol de 2017   | Gstaad                          | Terra batuda | Anett Kontaveit      | 6−4, 3−6, 6−1    |
| Guanyadora | 5.   | 8 d'abril de 2018      | Charleston, Estats Units        | Terra batuda | Julia Görges         | 6−2, 6−1         |
| Finalista  | 2.   | 12 de maig de 2018     | Madrid, Espanya                 | Terra batuda | Petra Kvitová        | 6−7(6), 6−4, 3−6 |
| Guanyadora | 6.   | 19 d'agost de 2018     | Cincinnati, Estats Units        | Dura         | Simona Halep         | 2−6, 7−6(6), 6−2 |
| Guanyadora | 7.   | 23 de setembre de 2018 | Seül, Corea del Sud             | Dura         | Ajla Tomljanović     | 7−6(2), 4−6, 6−2 |
| Guanyadora | 8.   | 3 de febrer de 2019    | Sant Petersburg, Rússia         | Dura         | Donna Vekić          | 7−6(2), 6−4      |
| Guanyadora | 9.   | 11 de maig de 2019     | Madrid                          | Terra batuda | Simona Halep         | 6−4, 6−4         |
| Finalista  | 3.   | 16 de juny de 2019     | 's-Hertogenbosch, Països Baixos | Gespa        | Alison Riske         | 6−0, 6−7(3), 5−7 |
| Finalista  | 4.   | 28 de juliol de 2019   | Palerm, Itàlia                  | Terra batuda | Jil Teichmann        | 6−7(3), 2−6      |
| Finalista  | 5.   | 27 d'octubre de 2019   | WTA Elite Trophy, Zhuhai, Xina  | Dura         | Arina Sabalenka      | 4−6, 2−6         |
| Guanyadora | 10.  | 16 de febrer de 2020   | Sant Petersburg (2)             | Dura         | Ielena Ribàkina      | 6−1, 6−3         |

### Dobles femenins: 16 (10−6)
| Llegenda                                  |
| ----------------------------------------- |
| Grand Slam (0−0)                          |
| WTA Tour Championships / WTA Finals (0−1) |
| Premier Mandatory (0−0)                   |
| Premier 5 (0−0)                           |
| Premier (1−1)                             |
| International (9−4)                       |

| Títols per superfície |
| --------------------- |
| Dura (7−3)            |
| Gespa (0−2)           |
| Terra batuda (3−0)    |

| Resultat   | Núm. | Data                   | Torneig                         | Superfície   | Parella          | Oponents                              | Marcador            |
| ---------- | ---- | ---------------------- | ------------------------------- | ------------ | ---------------- | ------------------------------------- | ------------------- |
| Guanyadora | 1.   | 17 de gener de 2015    | Hobart, Austràlia               | Dura         | Johanna Larsson  | Vitalia Diatchenko Monica Niculescu   | 7−5, 6−3            |
| Guanyadora | 2.   | 19 de juliol de 2015   | Bastad, Suècia                  | Terra batuda | Johanna Larsson  | Tatjana Maria Olga Savchuk            | 7−5, 6−4            |
| Finalista  | 1.   | 27 de setembre de 2015 | Seül, Corea del Sud             | Dura         | Johanna Larsson  | Lara Arruabarrena Andreja Klepač      | 6−2, 3−6, [6−10]    |
| Finalista  | 2.   | 27 de febrer de 2016   | Acapulco, Mèxic                 | Dura         | Johanna Larsson  | A. Medina Garrigues A. Parra Santonja | 0−6, 4−6            |
| Guanyadora | 3.   | 21 de maig de 2016     | Nuremberg, Alemanya             | Terra batuda | Johanna Larsson  | Shuko Aoyama Renata Voráčová          | 6−3, 6−4            |
| Guanyadora | 4.   | 16 d'octubre de 2016   | Linz, Àustria                   | Dura         | Johanna Larsson  | Anna-Lena Grönefeld Květa Peschke     | 4−6, 6−2, [10−7]    |
| Guanyadora | 5.   | 22 d'octubre de 2016   | Luxemburg, Luxemburg            | Dura (i)     | Johanna Larsson  | Monica Niculescu Patricia Maria Țig   | 4−6, 7−5, [11−9]    |
| Guanyadora | 6.   | 7 de gener de 2017     | Auckland, Nova Zelanda          | Dura         | Johanna Larsson  | Demi Schuurs Renata Voráčová          | 6−2, 6−2            |
| Finalista  | 3.   | 17 de juny de 2017     | 's-Hertogenbosch, Països Baixos | Gespa        | Demi Schuurs     | Dominika Cibulková Kirsten Flipkens   | 6−4, 4−6, [6−10]    |
| Guanyadora | 7.   | 23 de juliol de 2017   | Gstaad, Suïssa                  | Terra batuda | Johanna Larsson  | Viktorija Golubic Nina Stojanovic     | 7−6(4), 4−6, [10−7] |
| Guanyadora | 8.   | 24 de setembre de 2017 | Seül                            | Dura         | Johanna Larsson  | Luksika Kumkhum Peangtarn Plipuech    | 6−4, 6−1            |
| Guanyadora | 9.   | 15 d'octubre de 2017   | Linz (2)                        | Dura         | Johanna Larsson  | Natela Dzalamidze Xenia Knoll         | 3−6, 6−3, [10−3]    |
| Finalista  | 4.   | 29 d'octubre de 2017   | WTA Finals, Singapur            | Dura (i)     | Johanna Larsson  | Tímea Babos Andrea Hlaváčková         | 6−4, 4−6, [5−10]    |
| Guanyadora | 10.  | 6 de gener de 2018     | Brisbane, Austràlia             | Dura         | Demi Schuurs     | Andreja Klepač M.J. Martínez Sánchez  | 7−5, 6−2            |
| Finalista  | 5.   | 16 de juny de 2018     | 's-Hertogenbosch (2)            | Gespa        | Kirsten Flipkens | Elise Mertens Demi Schuurs            | 3−3, retirada       |
| Finalista  | 6.   | 12 de gener de 2020    | Brisbane                        | Dura         | Ashleigh Barty   | Hsieh Su-wei Barbora Strýcová         | 6−3, 6−7(7), [8−10] |

## Trajectòria

### Individual
| Open d'Austràlia | A      | Q2     | 1R          | 1R          | 2R          | 1R     | 1R          | 3R          | 2R          | 4R          | A   | 0 / 8     | 7 – 8     |
| Roland Garros | Q1     | 1R     | 1R          | 4R          | 1R          | SF     | 2R          | 3R          | 2R          | 4R          | 1R  | 0 / 10    | 15 – 10   |
| Wimbledon | A      | 2R     | 1R          | Q1          | 1R          | 3R     | 1R          | QF          | 3R          | NC          | 1R  | 0 / 8     | 9 – 8     |
| US Open | Q1     | 2R     | 1R          | 1R          | 2R          | 1R     | 1R          | 3R          | 3R          | A           | A   | 0 / 8     | 6 – 8     |
| Jocs Olímpics | NC     | A      | No celebrat | No celebrat | No celebrat | 1R     | No celebrat | No celebrat | No celebrat | No celebrat | 1R  | 0 / 2     | 0 – 2     |
| WTA Finals | Absent | Absent | Absent      | Absent      | Absent      | Absent | Absent      | SF          | RR          | NC          | A   | 0 / 2     | 3 – 3     |
| WTA Elite Trophy | A      | A      | A           | A           | A           | RR     | A           | A           | F           | NC          | A   | 0 / 2     | 3 – 3     |
| Total Victòries–Derrotes                                                                                                   | 0−1    | 11−12  | 14−19       | 11−14       | 10−18       | 30−20  | 32−26       | 46−23       | 55−26       | 15−6        | 2−8 | 226 – 173 | 226 – 173 |
| Rànquing a final d'any | 184    | 63     | 87          | 69          | 101         | 22     | 31          | 9           | 9           | 9           | –   |           |           |
| Llegenda: G: Guanyadora; F: Finalista; SF: Semifinalista; QF: Quarts de final; Q: Qualificació; A: Absent; RR: Round Robin |        |        |             |             |             |        |             |             |             |             |     |           |           |

### Dobles femenins
| Open d'Austràlia | A   | 1R          | 1R          | QF          | 1R | 2R          | 1R          | A           | A           | A  | 0 / 6     | 4 – 6     |
| Roland Garros | 1R  | 1R          | A           | 1R          | QF | 3R          | 3R          | A           | A           | A  | 0 / 6     | 7 – 6     |
| Wimbledon | A   | A           | A           | 1R          | 2R | 1R          | 3R          | A           | A           | 1R | 0 / 5     | 3 – 5     |
| US Open | 1R  | 2R          | 1R          | 3R          | 2R | 3R          | 2R          | A           | A           | A  | 0 / 7     | 7 – 7     |
| Jocs Olímpics | A   | No celebrat | No celebrat | No celebrat | A  | No celebrat | No celebrat | No celebrat | No celebrat | 2R | 0 / 1     | 1 – 1     |
| WTA Finals | A   | A           | A           | A           | A  | F           | A           | A           | NC          | A  | 0 / 1     | 2 – 1     |
| Rànquing a final d'any | 296 | 326         | 251         | 38          | 37 | 19          | 43          | 178         | 116         | –  | 183 – 102 | 183 – 102 |
| Llegenda: G: Guanyadora; F: Finalista; SF: Semifinalista; QF: Quarts de final; Q: Qualificació; A: Absent; RR: Round Robin |     |             |             |             |    |             |             |             |             |    |           |           |

## Guardons
- WTA Most Improved Player of the Year (2018)[3]
- Jerry Diamond ACES Award (2019)